# 巴爾傑 (科羅拉多州)
巴爾傑（英語：Bulger）是位於美國科羅拉多州拉里默爾縣的一個非建制地區。該地的面積和人口皆未知。

## 地理
巴爾傑的座標為40°47′37″N 104°58′37″W / 40.79361°N 104.97694°W，而該地的平均海拔高度為1676米（即5499英尺）。